# André Barbault
André Barbault (Champignelles, 1º ottobre 1921 – Colmar, 7 ottobre 2019) è stato un astrologo francese.

## Biografia
Appassionato di astrologia già a 14 anni grazie ai lavori di Paul Choisnard si trasferì a Parigi sul finire della seconda guerra mondiale. Qui ebbe l'occasione di conoscere molti astrologi francesi e diventò vicepresidente del Centre Internationale d'Astrologie di Parigi e redattore capo della rivista L'astrologue.
Suggeriva di concentrarsi sul reale astrologico, consigliando di non emettere previsioni secche ma di avere un approccio filosofico con l'interlocutore perché, come premetteva in ogni suo oroscopo, "Tutto è relativo e nulla è certo".
Nel suo libro ''Dalla psicoanalisi all'astrologia'' (1961) formulò l'idea di una connessione tra astrologia e psicologia, nella necessità di rivedere il linguaggio astrologico in chiave più simbolica e aperta a una interpretazione più legata alla psicologia del profondo. 
Rinnovò il concetto di astrologia introducendo un indice di concentrazione planetaria che, secondo le sue ricerche, misurerebbe l'allineamento dei pianeti tra loro nei confronti del Sole, offrendo informazioni evolutive sul collettivo, aprendo al concetto di ciclo planetario. Le cicliche planetarie in astrologia mondiale descriverebbero, nel linguaggio della sincronicità, i mutamenti e movimenti del collettivo segnando in una specie di orologio cosmico i momenti più importanti per i terrestri. 
Fu l'ispiratore del programma di analisi astrologica per computer Astroflash.
Dopo la sua morte, la federazione degli astrologi francofoni (FDAF) lo ha definito uomo chiave nello sviluppo dell'astrologia del ventesimo secolo.

## Opere tradotte in italiano
- Trattato pratico di astrologia - Astrolabio Ubaldini - 1979
- L' astrologia e la previsione dell'avvenire - Armenia - 1983
- Dalla psicoanalisi all'astrologia - Nuovi Orizzonti - 1988
- Giove e Saturno - Nuovi Orizzonti - 1988
- La luna nei miti e nello zodiaco - assieme a Busceti Roberto, Castiglioni Enrico - Nuovi Orizzonti - 1989
- La scienza dell'astrologia - Nuovi Orizzonti - 1990
- L' astrologia e l'avvenire del mondo - Xenia - 1996
- Piccolo manuale di astrologia. Con posizioni planetarie 1920-2004 e tavola delle «Case» - Mursia (Gruppo Editoriale) - 2000
- Astrologia mondiale - Armenia - 2001
- I cicli planetari nella storia mondiale. Prospettiva astrologica sul XXI secolo - Edizioni Federico Capone - 2010
- Il valore dell'astrologia - Edizioni Federico Capone - 2012

## Opere in lingua originale (francese)
- Défense et illustration de l'astrologie, Éditions Grasset, 1955
- De la psychanalyse à l'astrologie, Éditions du Seuil, 1961
- Traité pratique d'astrologie, Éditions du Seuil, 1961
- Les astres et l'histoire, Éditions Pauvert, 1967
- Petit manuel d'astrologie, Éditions du Seuil, 1972
- Le pronostic expérimental en astrologie, Éditions Payot, 1973
- Connaissance de l'astrologie, Éditions du Seuil, 1975
- L'astrologie mondiale, Éditions Fayard, 1979
- Analogies de la dialectique Uranus-Neptune, Éditions Traditionnelles, 1981
- La prévision de l'avenir par l'astrologie, Éditions Hachette, 1982
- Soleil et Lune en astrologie, Éditions Traditionnelles, 1984
- collection Zodiaque (douze livres sur chacun des signes du zodiaque), Éditions du Seuil, 1989 (1959)
- L'avenir du monde selon l'astrologie, Éditions du Félin, 1993
- Prévisions astrologiques pour le nouveau millénaire, Éditions Dangles, 1998
- L'astrologie, entretiens avec Michèle Reboul, Éditions Horay, 2003
- L'univers astrologique des quatre éléments, Éditions Traditionnelles, 2004
- Astrologie: symboliques, calculs, interprétations, Éditions du Seuil, 2005
- L'astrologie certifiée: connaissances, statistiques et prévisions, Éditions du Seuil, 2006